# Chang Yu-Sheng
Chang Yu-Sheng, conosciuto anche come Tom Chang (cinese tradizionale: 張雨生; cinese semplificato: 张雨生; pinyin: Zhāng Yǔshēng; Taiwan, 7 giugno 1966 – 12 novembre 1997), è stato un cantante, compositore e produttore discografico taiwanese.
Il suo maggiore successo come produttore è stato la scoperta della cantante, poi divenuta popolarissima, A-mei.
Il 21 ottobre 1997, mentre guidava, ha avuto un colpo di sonno ed è stato coinvolto in un incidente stradale, a seguito del quale è entrato in coma. Da esso non si è mai svegliato, ed è morto il 12 novembre in ospedale, all'età di 31 anni.
Era conosciuto per la sua alta vocalità.

## Discography
| Anno          | Copertina | Album                   | Tracklist | Informazioni |
| ------------- | --------- | ----------------------- | --- | ------------ |
| Novembre 1988 |           | 天天想你                | 1. 跟著我 2. 天天想你 3. 永遠都像才認識 4. 我的陽光我的風 5. 渺小 6. 和天一樣高 7. 告訴我親愛的 8. 沒有不可能的事 9. 不是因為寂寞 10. 就算為你也是為我                                     |              |
| Luglio 1989   |           | 想念我                  | 1. 想念我 2. 我不能一點一點愛你 3. 無題 4. 就為你 5. 明天不會有淚 6. 沒有煙抽的日子 7. 當我正想要和你分享 8. 他們 9. 大地的天使 10. 冒險少年                                               |              |
| Febbraio 1992 |           | 带我去月球              | 1. 序曲 2. 我想把整片天空打開 3. 帶我去月球 4. 無題 5. 這一夜我睡不著 6. 我就要轉彎 7. 總髮遊 8. 湖心草深長 9. 魔幻台北 10. 現在這樣 11. 我呼吸我感覺我存在 12. 我想把整片天空打開         |              |
| Dicembre 1992 |           | 大海                    | 1. 我是一棵秋天的樹 2. I Don't Wanna Say Goodbye 3. 多夢的歲月 4. 愛上你的一切 5. 掙扎 6. 大海 7. 寧可讓我苦 8. 不管‧不管 9. 把世界分一半給你 10. 心底的中國                               |              |
| Giugno 1993   |           | 一天到晚游泳的魚        | 1. 青澀的記憶 2. 是否真的愛我 3. 海的呼喚 4. 一天到晚游泳的魚 5. 冰點 6. 妹妹晚安 7. 祈求 8. 一人一個夢 9. 一步一徘徊 10. 仲夏夜之夢 11. 勿忘我 12. 靜夜星空 13. 三月的天真 14. 無知的歲月 |              |
| Agosto 1994   |           | 卡拉ＯＫ‧台北‧我        | 1. 我是多麼想 2. 動物的悲歌 3. 靈光 4. 永公街的街長 5. 子夜抒懷 6. 兄弟呀 7. 這一年這一夜 8. 我的心在發燙 9. 後知後覺 10. 蝴蝶結 11. 跟得上我吧 12. 我期待 13. 再見 蘭花草！               |              |
| Marzo 1995    |           | 還是朋友                | 1. 還是朋友 2. 西風的話 3. 不想失去你 4. 我是風箏 5. 永遠的自由 6. 執著 7. 我什麼都願意給 8. 一生陪你走 9. 愛做夢的孩子 10. 別放棄希望                                                     |              |
| Giugno 1996   |           | 兩伊戰爭﹣紅色熱情 (EP) | 1. 最愛的人傷我最深 2. 費盡心思 3. The Indian Summer Night 4. 不亮的燈 |              |
| Giugno 1996   |           | 兩伊戰爭-白色才情 (EP)  | 1. 未知 2. 再見女郎 3. 後窗 4. 發暈 5. 沈默之沙 |              |
| Ottobre 1997  |           | 口是心非                | 1. 如果你要離開我 2. 口是心非 3. CAPPUCCINO 4. 玫瑰的名字 5. 河 6. 愛情‧‧‧ 7. ‧‧‧的圖案 8. 隨你 9. 神采 10. 在黃昏融化了世界的色彩以前 11. 若我告訴你其實我愛的只是你                      |              |